# Museet for Religiøs Kunst
Museet for Religiøs Kunst er et kunstmuseum beliggende i Lemvig ved Limfjorden og fokuserer på den religiøse kunst.
I opbygningen af samlingen og i udstillingspolitikken sigter museet mod at vise hvorledes den religiøse dimension kommer til udtryk i kunsten i det 20. århundrede og i samtidskunsten. Museets faste samling består dels af Bodil Kaalund Samlingen med Bibelillustrationerne fra 1992, dels af passionsserien af Georg Rouault fra 1939 og flere enkelte værker af Marc Chagall, Andrei Kolkoutine, Peter Brandes, Sven Havsteen-Mikkelsen og Erik Heide. Desuden er en række fremtrædende kunstnere repræsenteret.
Første etape af kunstmuseet blev bygget i 1994 ved hjælp fra bl.a. by, amt og private fonde på grunden for byens tidligere sommerrestaurant, som nedbrændte. En udvidelse af museet kom i 1998, hvilket muliggjorde plads til skiftende udstillinger.